# Spy in the Wild
Spy in the Wild is een Britse natuurdocumentaireserie van de BBC, geproduceerd door John Downer Productions. De vijfdelige serie richt zich op de complexe gevoelens van dieren, die onder andere met robotdieren met een ingebouwde camera werden vastgelegd. De eerste aflevering werd uitgezonden op 12 januari 2017 op BBC One, met commentaar van Dougray Scott en David Tennant. Op 25 juli 2017 startte de serie in Nederland bij de EO op NPO 1. Peter Drost verzorgde de Nederlandse voice-over.

## Afleveringen
1. Liefde / Love
In de eerste aflevering wordt de liefde tussen dieren en hun familieleden onderzocht.
2. Intelligentie / Intelligence
Deze aflevering documenteert de wereld van dierlijke intelligentie.
3. Vriendschap / Friendship
Deze aflevering geeft inzicht in hoe vriendschap een integraal onderdeel is van de dierlijke samenleving.
4. Kattenkwaad / Mischief
De voorlaatste aflevering brengt de ondeugende kant van dieren in beeld.
5. Ontmoet de spionnen / Meet The Spies
De laatste aflevering laat zien hoe de serie tot stand is gekomen.